# Varennes-sur-Tèche
Varennes-sur-Tèche è un comune francese di 254 abitanti situato nel dipartimento dell'Allier della regione dell'Alvernia-Rodano-Alpi.

## Società

### Evoluzione demografica
Abitanti censiti